# Otten (Adelsgeschlecht)

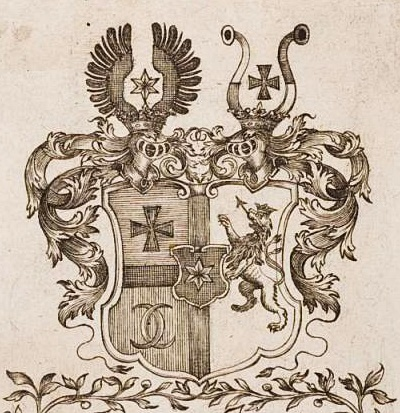
Wappen des Kurmainzer bzw. österreichischen Adelsgeschlechtes „von Otten“

Von Otten ist ein reichsritterliches und reichsfreiherrliches Adelsgeschlecht katholischer Konfession.

## Geschichte
Mögliche urkundliche Ersterwähnung findet das Geschlecht als Freimeier „to ottenhagn“ in Urkunden des 13. und 14. Jahrhunderts des Hochstifts Paderborn und der Reichsabtei Corvey. Im Zuge von Plünderungen und Brandschatzung des Stammgutes in der Soester Fehde im Jahr 1447 siedelte das Geschlecht sich nachweislich im Umfeld des Rhein- und Weserraumes neu an.
Laut Ernst Heinrich Kneschke gab es mindestens drei Adelsgeschlechter dieses Namens, von denen man nicht genau weiß ob und wie sie zusammengehören. Das bekannteste ist das im 16. Jahrhundert auftretende und später nach Österreich verpflanzte, das mit dem aus Bonn gebürtigen Ignaz Anton von Otten (1664–1737) beginnt, der als Kurmainzer Minister und Komitialgesandter beim Regensburger Reichstag am 16. April 1698 in den erblichen Adels-, 1701 in den Reichsritter- und am 7. Dezember 1705, mit Wappenbesserung, in den Reichsfreiherrenstand erhoben wurde. Er erscheint auch als Reichshof- und Geheimer Rat sowie als Reichsdirektor zu Regensburg.
Dessen Tochter Eleonora ehelichte den österreichischen Diplomaten Franz Christoph von Mensshengen, Enkel des Kurmainzer Ministerresidenten zu Wien, Johann Christoph Freiherr von Gudenus (1632–1705). Ein Urenkel dieses Paares wurde der österreichische Gesandte bzw. bevollmächtigte Minister Ferdinand von Mensshengen (1801–1885).
Am 5. Februar 1726 wurden die Freiherrn von Otten mit dem böhmischen Inkolat ausgestattet. Sie waren vorwiegend als Juristen im Dienst des Reichskammergerichts Wetzlar, des Reichstags und als Kleriker tätig.

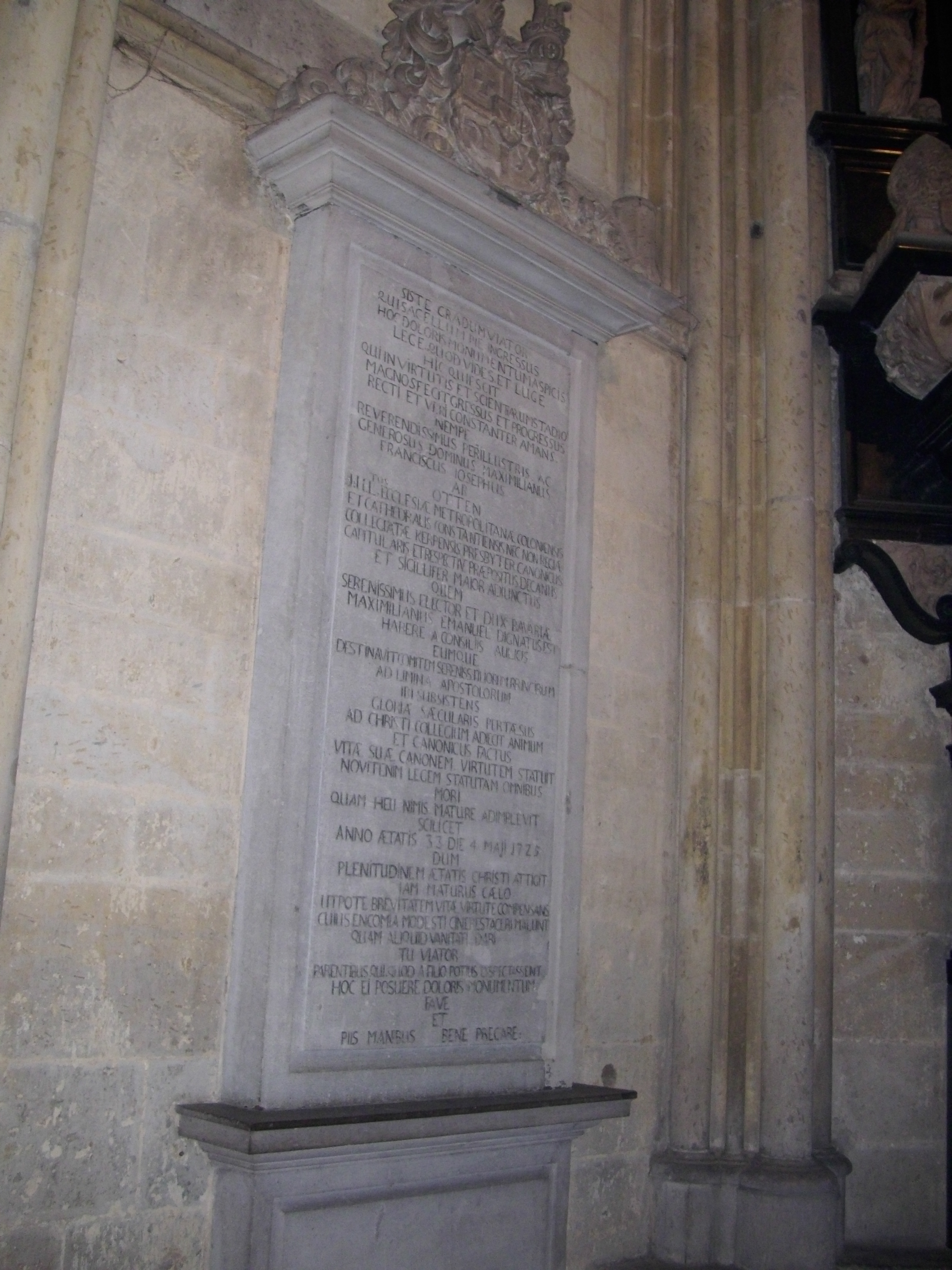
Epitaph Maximilian Franz Joseph von Otten (1693–1725). Hohe Domkirche, Köln.